# Mittelwihr
Mittelwihr är en kommun i departementet Haut-Rhin i regionen Grand Est (tidigare regionen Alsace) i nordöstra Frankrike. Kommunen ligger i kantonen Kaysersberg som tillhör arrondissementet Ribeauvillé. År 2022 hade Mittelwihr 849 invånare.

## Befolkningsutveckling
Antalet invånare i kommunen Mittelwihr
| Referens: INSEE |